# Sandalus proximus
Sandalus proximus is een keversoort uit de familie Rhipiceridae. De wetenschappelijke naam van de soort is voor het eerst geldig gepubliceerd in 1888 door Peringuey.